# Lac des Joncs (Mégantic)
Pour l’article homonyme, voir Lac des Joncs.
Le lac des Joncs est un étang marécageux en Estrie au Québec (Canada) situé dans la municipalité de Piopolis, dans la municipalité régionale de comté (MRC) Le Granit.

## Géographie

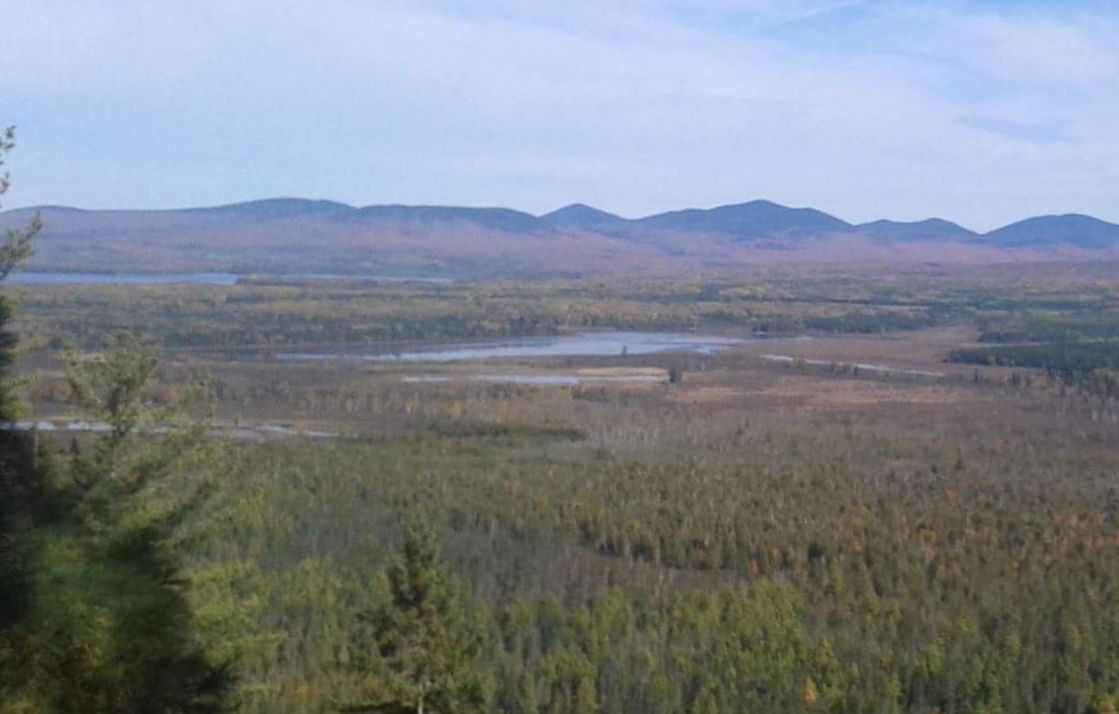
Vu depuis le Mont Scotch Cap, le marais, le lac des Joncs (Mégantic) au centre; le lac aux Araignées est à l’arrière gauche.

Son altitude est de 395 mètres, sa longueur est de 1 km et sa largeur 600 m. Il fait partie du Marais du Lac Mégantic, qui a une superficie approximative de 5 km². L'étang est situé entre le Lac aux Araignées et le Lac Mégantic. Ses principaux affluents sont : la Rivière aux Araignées, qui traverse l'étang, prend à sa sortie le nom de décharge du lac des Joncs, et est rejointe par la Rivière Arnold au sud du lac Mégantic. Près de 127 espèces d’oiseaux fréquentent les environs de l'ensemble des lacs et du marais, notamment la bernache cravant durant la migration et le pygargue à tête blanche, espèce rare au Québec.